# Mantella aurantiaca
La mantella dorata (Mantella aurantiaca Mocquard, 1900) è una rana della famiglia Mantellidae, endemica delle foreste tropicali del Madagascar centro-orientale.

## Distribuzione e habitat
La specie ha un areale ristretto ad una piccola porzione del Madagascar centro-orientale, in particolare nell'area dell'acquitrino di Torotorofotsy (a nord-ovest di Andasibe) e nella foresta di Andranomena, nei pressi del fiume Samarirana.
L'habitat tipico è rappresentato dalla foresta tropicale con vegetazione primaria costituita da Pandanus.

## Descrizione
Lunga dai 2 ai 3 cm; in genere le femmine sono di dimensioni maggiori dei maschi. 

La livrea degli esemplari adulti è uniformemente di colore giallo-arancio, tendente al translucido; le forme giovanili hanno una colorazione tendente al verde oliva, con macchie e striature più scure.

## Biologia
È interamente terrestre, è attiva solo di giorno e va in cerca di animaletti sul suolo della foresta. 

### Riproduzione
Si riproduce durante la stagione delle piogge, le femmine depongono le uova sulle lettiere di foglie umide e, alla schiusa, i girini vengono sospinti nelle pozze dalla pioggia.

## Conservazione
Per la ristrettezza del suo areale, minacciato dalla deforestazione, M. aurantiaca è considerata dalla IUCN una specie in pericolo critico di estinzione.